# Abdisamad Mohamed
Abdisamad „SpawN“ Mohamed (* 11. November 1985 in Mogadischu, Somalia) ist ein ehemaliger schwedischer Counter-Strike-Spieler. Er verbrachte den Großteil seiner spielerischen Laufbahn bei dem Clan SK Gaming und verhalf seiner Mannschaft zu mehreren bedeutsamen Titeln. Zusammen mit dem schwedischen Nationalteam gewann er in den Jahren 2004 und 2006 das ESL European Nations Championship. Er gab 2008 zunächst seinen Gang in die Inaktivität bekannt, ließ sich Ende 2009 allerdings auf ein kurzzeitiges Comeback unter der Flagge von H2k Gaming ein.
Mohamed galt gegen Ende seiner aktiven Zeit als einer der prominentesten E-Sportler der Welt. Auch nach seinem Karriereende war SpawN aufgrund des hohen Popularitätsgrad noch Werbeträger für mehrere Hardwarehersteller. SpawN zog sich zunehmend mehr aus der Öffentlichkeit zurück. Letzte Posts des Spielers auf Facebook stammen aus dem Sommer 2014.

## Clans
- matrix (Januar 2002 – Oktober 2002)
- mTw/team9 (November 2002 – Februar 2003)
- matrix (März 2003 – April 2003)
- HiGhland Online (Mai 2003 – August 2003)
- SK Gaming (September 2003 – Dezember 2004)
- Ninjas in Pyjamas (Januar 2005 – Mai 2005)
- SK Gaming (Juni 2005 – Juli 2006)
- Ninjas in Pyjamas (August 2006 – Dezember 2006)
- SK Gaming (Januar 2007 – September 2008)
- lag-blank (ESL Intel Extreme Masters III – European Championship, 3.–5. Mai 2009)
- H2k Gaming (Oktober 2009 – Februar 2010)

## Erfolge (Auszug)
- CPL Winter 2002: 4. Platz
- World Cyber Games 2003: 1. Platz
- CPL Copenhagen 2003: 1. Platz
- CPL Winter 2003: 1. Platz
- CPL Summer 2004: 2. Platz
- ESL European Nations Championship 2004: 1. Platz
- World Cyber Games 2004: 4. Platz
- CPL Summer 2005: 1. Platz
- CPL Winter 2005: 1. Platz
- NGL ONE 2006: 1. Platz
- ESL European Nations Championship 2006: 1. Platz
- World Cyber Games 2006: 2. Platz
- KODE5 Global Finals 2006: 1. Platz
- WCG Samsung Euro Championship 2007: 1. Platz
- WSVG Louisville 2007: 2. Platz
- Dreamhack Winter 2007: 2. Platz